# Arrest Discotheek Babylon
Het arrest Discotheek Babylon (HR 14 januari 1992, NJ 1992/413) is een arrest van de Nederlandse Hoge Raad, dat betrekking heeft op daderschap van een vennootschap onder firma, als een portier aan personen de toegang tot een discotheek weigert op basis van ras.

## Casus
Bij bar-discotheek Babylon in Amsterdam was een drietal personen van Turkse afkomst de toegang geweigerd door een portier, die in dienst was van de vennootschap onder firma die eigenaar is van de uitgaansgelegenheid. De vennootschap onder firma werd vervolgd op grond van artikel 429quater (oud) Sr.

## Rechtsvraag
Kan de vennootschap onder firma strafrechtelijk worden vervolgd voor gedragingen van een werknemer?

## Procesgang
Onder vernietiging van het vonnis van de kantonrechter werd verdachte in hoger beroep door de rechtbank vrijgesproken. Het vonnis van de rechtbank werd in cassatie door de Hoge Raad vernietigd, met doorverwijzing naar het hof te Amsterdam.

### Rechtbank
De rechtbank kwam tot vrijspraak omdat verdachte –de vennootschap onder firma– geen opdracht aan de portier had gegeven om personen de toegang op basis van ras te weigeren.

### Hoge Raad
Eerst heeft de Hoge Raad conform art. 430 Sv vastgesteld dat de rechtbank geen vrijspraak maar ontslag van rechtsvervolging had moeten uitspreken, zodat sprake is van een onzuivere vrijspraak. De Hoge Raad kwam vervolgens tot het oordeel dat het hof de criteria van het IJzerdraad-arrest (beschikkingsmacht en aanvaarding) had moeten volgen. Volgt verwijzing naar het hof te Amsterdam.

## Relevantie
Bevestiging van het IJzerdraad-arrest en de zogenaamde IJzerdraad-criteria. Het verweer dat de leiding geen opdracht heeft gegeven is niet voldoende.